# Alí Lozada

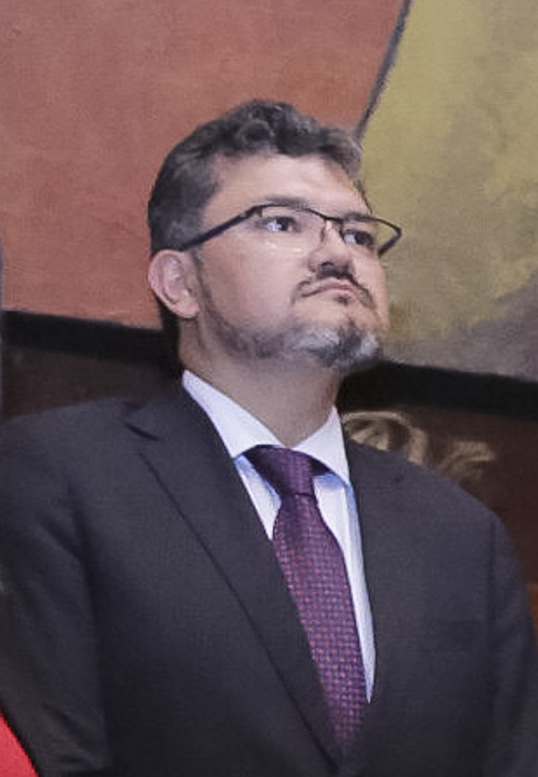
Alí Lozada

Alí Lozada Prado ist ein ecuadorianischer Jurist. Er ist Präsident des Verfassungsgerichtes seines Landes.

## Leben
Lozada wurde in der Provinz Napo im Amazonas-Tiefland geboren. Er absolvierte sein Jurastudium im Jahr 1997 an der Pontificia Universidad Católica del Ecuador. Anschließend erwarb er einen Doktortitel an der Universität Alicante in Spanien, wo er seine Dissertation über „Derechos y Constitucionalismo discursivo“ verfasste. Während seiner Zeit in Alicante absolvierte er verschiedene Postgraduiertenstudien und erhielt Stipendien vom Kongress der Abgeordneten sowie von der Universität Alicante. Lozada ist Professor des Masterstudiengangs in Argumentación Jurídica an der Universität Alicante. Seit 2019 ist er Richter am Verfassungsgericht (Corte Constitucional) von Ecuador. Im Februar 2022 wurde er zu dessen Präsidenten gewählt.

## Wirken
Lozada spielt eine zentrale Rolle bei der Verteidigung der Rechte der Natur in Ecuador, dem einzigen Land weltweit, das Umweltrechte in seine Verfassung aufgenommen hat. Unter seiner Führung traf das Verfassungsgericht bedeutende Entscheidungen, wie die Anerkennung des Los-Cedros-Waldes als Rechtssubjekt im Jahr 2021. Lozada engagiert sich in der akademischen Welt und koordiniert die wissenschaftliche Zeitschrift Revista i-Latina der Asociación de Filosofía del Derecho del Mundo Latino. Darüber hinaus ist er als Leiter der juristischen Abteilung der Comisión de Control Cívico de la Corrupción aktiv in der Bekämpfung von Korruption. Lozada setzt sich dafür ein, die Rechte der Natur mit den Rechten der Menschen auf eine gesunde Umwelt in Einklang zu bringen und fördert den gesellschaftlichen Konsens über ökologische Werte. Im August 2024 initiierte er den Prozess zur Erneuerung der Verfassungsgerichts, der im Februar 2025 abgeschlossen sein soll.